# Siva (villaggio)
Siva (in russo Сива?) è un villaggio della Russia europea nord-orientale (Territorio di Perm'); è il centro amministrativo del distretto Sivinskij.
Si trova nella parte orientale delle alture della Kama, nel corso medio del fiume Siva (affluente dell'Obva).